# إتش تي سي بيوتيرفلي
إتش تي سي بيوتيرفلي (بالإنجليزية: HTC Butterfly)‏ هو هاتف ذكي من إتش تي سي يعمل بنظام أندرويد.

## الخصائص
- نظام التشغيل: أندرويد
- الكاميرا الأمامية: 2.1 ميجابكسل
- الكاميرا الخلفية: 8 ميجابكسل
- الشاشة: إل سي دي
- الوزن: 140 غ (4.9 أونصة) (HTC Droid DNA)
- المعالج: 1.5 جيجا هرتز رباعي النواة
- التخزين: 16 جيجابايت

## وصلات خارجية
- الموقع الإلكتروني